# Théodore Ballu

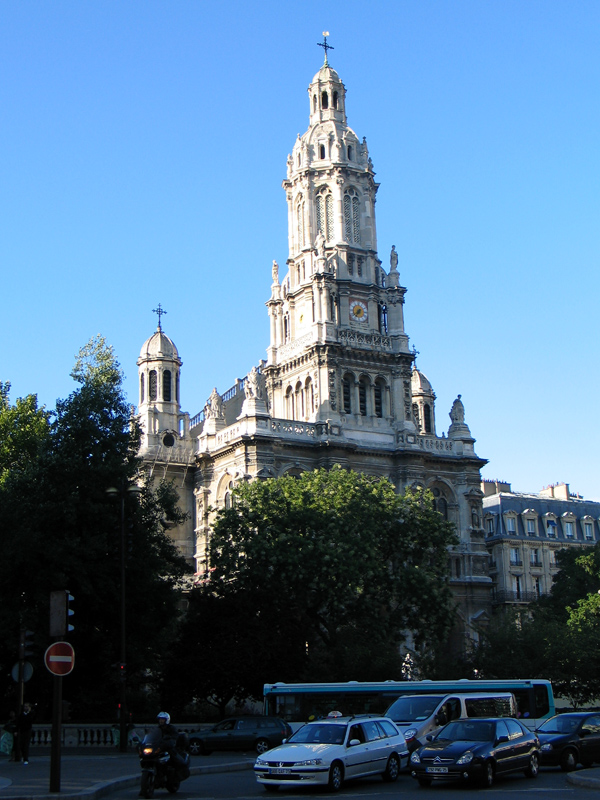
Sainte Trinité i Paris.

Théodore Ballu, född 8 juni 1817 i Paris, död där 22 maj 1885, var en fransk arkitekt.
Ballu fick sin konstnärliga uppfostran i École des Beaux-Arts, var lärjunge av Louis-Hippolyte Lebas 1835–40 och tilldelades sistnämnda år Prix de Rome. Efter resor i Grekland blev han vid hemkomsten inspektör över byggnadsarbetet på kyrkan Sainte Clotilde samt 1850 efter Franz Christian Gau huvudman för arbetet. Vidare restaurerade han Tour Saint Jacques (1853) och kyrkan Saint Germain l'Auxerrois (1858) samt byggde kyrkan Sainte Trinité och kyrkan Saint Ambroise, den förra 1861–67 i renässans, medan grundtanken är romansk, den senare 1863–69 i romansk stil. Han utgav 1874 en monografi över Saint Ambroise. 